# Ћуфте
Ћуфта је фаширано месо смотано у малу куглу, понекад заједно са осталим састојцима, попут мрвица хлеба, млевеног лука, јаја, путера и зачина. Ћуфте се припремају пржењем, печењем, кувањем на пари или динстањем у сосу. Постоји много врста ћуфти које користе различите врсте меса и зачина. Термин се понекад проширује на безмесне верзије засноване на махунарки, поврћу или риби; ове друге су обично познате као рибље ћуфте.

## Историја
Кинески рецепт „Четири ћуфте” (四喜丸子—Sì xǐ wánzi) изведен је из Шандунг кухиње, која је настала у изворним стиловима кувања у Шандунгу. Његова историја датира из династије Ћин (221. до 207. године п. н. е.).
Античка римска књига Апициј садржала је многе рецепте сличне ћуфтама.
Рани рецепти укључени у неке од најранијих познатих персијских кувара углавном садрже зачињену јагњетину смотану у куглице величине наранџе и глазирану жуманцетом и понекад шафраном. Овај метод је однесен на запад, где се називао позлата. Постоје многе регионалне варијације, међу којима су запажени необично велики куфтех Табризи, из иранског северозападног региона, просечног пречника 20 центиметара.
Poume d'oranges је позлаћено јело од ћуфти из средњег века.

## Разне културе
Разни рецепти ћуфти могу се наћи широм Европе и Азије. Од Иберије и Шведске до индијског потконтинента, постоји велика разноликост ћуфти у породици кофта.

### Europe
- Албанске пржене ћуфте (qofte të fërguara) укључују фета сир.
- У Аустрији, пржене ћуфте се називају Fleischlaibchen или Fleischlaberl.
- У Белгији, ћуфте се називају ballekes или bouletten у Фландрији и обично се праве од мешавине говедине и свињског меса са мрвицама хлеба и луком исеченим на кришке. Постоје многе друге варијације које укључују различите врсте меса и сецкано поврће.
- У Босни и Херцеговини и Србији, ћуфте се обично праве од млевене говедине и служе уз пире кромпир.
- У Британији, фаготи су врста зачињених свињских ћуфти. Фагот се традиционално прави од свињског срца, јетре и масног трбушног меса или сланине млевене заједно, са зачинским биљем додатком за ароматизацију, а понекад и хлебним мрвицама.
- У Бугарској, ћуфте се праве од млевене говедине или свињског меса или од мешавине обе врсте. Могу да буду плитко пржене или на жару и често садрже лук исечен на коцкице и намочени хлеб. Веома су популарно јело.
- У Хрватској, ћуфте се називају полпете у Далмацији или фаширани шницли (фаширанци) или ћуфте у континенталном делу. Обично се праве од млевене говедине или мешавине свињетине и говедине, а служе се уз пире кромпир или пиринач, често са сосом на бази парадајза.
- Данске ћуфте су познате као frikadeller и углавном су пржене. Обично се праве од млевене свињетине, телетине, лука, јаја, соли и бибера; оне се формирају у куглице и донекле спљоште, тако да су спремне за тигањ. Међутим, данска кухиња укључује и друге верзије, као што су boller i karry (ћуфте у кари сосу, обично се сервирају са пиринчем) и мање ћуфте које се користе у супи са мелболером (данске кнедле).
- У Естонији, ћуфте се називају lihapallid и сличне су онима у шведској и финској кухињи.
- У Финској, ћуфте се називају lihapullat. Праве се од млевене говедине или мешавине млевене говедине и свињског меса, или чак од млевеног меса ирваса, помешаног са презлом, натопљеном млеком или вилијем, говеђим темељцем и ситно сецканим луком или, уместо тога, француском готовом супом од лука. Зачињене су белим бибером и сољу. Ћуфте се традиционално послужују са сосом, куваним кромпиром (или пире кромпиром), џемом од бруснице, а понекад и са киселим краставцем.
- У Француској кухињи, ћуфте су познате као boulettes de viandes или (у северној Француској) fricadelles. У Алзасу су познате под називом Fleischkiechele. Праве се од говедине, свињског меса, лука, сланине, јаја и хлеба. Понекад се служе са сосом од креме.
- У Немачкој, ћуфте су познате као Frikadelle, Fleischküchle, Fleischpflanzerl, Bulette или Klopse. Веома познта варијанта ћуфти су Königsberger Klopse, које садрже сарделе или посољене харинге, и једу се са сосом од капара.
- У Грчкој, пржене ћуфте се називају кефтедес (κεφτέδες) и обично укључују мешавину хлеба, лука, першуна и листа менте.[7] Динстане ћуфте се називају yuvarlákia (γιουβαρλάκια: из турске речи yuvarlak, која значи „округао”) и обично укључују мале количине пиринча.
- У Мађарској, као и на територијама у суседним земљама у којима се говори мађарски, ћуфте се називају vagdalt, fasírt или fasírozott. То је мешавина млевеног свињског меса, млевеног лука, белог лука, паприке, соли и презле, пржена у дубоком уљу или свињској масти и једе се са кромпиром или фезелеком. Такође, májgombóc (кнедла од јетре) популарна је у чорбама.
- У Италији, ћуфте (које се називају полпете) обично се једу као главно јело или у чорби. Главни састојци италијанских ћуфти су говедина и/или свињетина, а понекад и живина или кобасица, со, црни бибер, сецкани бели лук, маслиново уље, Романо сир, јаја, хлебне мрвице и першун, ручно помешани и ваљани на величину лоптице за голф. У италијанском региону Абруцо, посебно у провинцији Терамо, ћуфте су типично величине мермера и називају се полпетине.
- У Холандији, ћуфте се називају gehaktbal, и често се служе уз кувани кромпир и поврће. Обично се праве од мешаног млевеног меса од говедине и свињског меса, јаја, лука и мрвица хлеба.
- У Норвешкој, ћуфте се називају kjøttkaker. Често се сервирају са смеђим сосом, kålstuing-ом (купус у сосу од креме), tyttebær-ом (џем од бруснице) и кромпиром. Kjøttkaker су сличне kjøttboller, осим у облику. Kjøttboller су округле, попут типичне ћуфте, док су kjøttkaker или месни колачи у облику паштете, спљоштени и помало овалног облика.
- У Пољској, ћуфте се називају пулпети или клопси, као и пулпецики, и обично се служе куване са разним сосовима (попут парадајза или соса згуснутог брашном, као и сос од шумских гљива) са кромпиром, пиринчем или свим врстама каша. Кашасто месо или клопсија обично се праве од зачињеног млевеног меса са луком и помешаног са јајима и презлама или пшеничним кифлицама натопљеним млеком или водом. Пржене пулпе већа су од типично куваних. Могу бити округлог или равног облика. Ово последње, у многим земљама, сматрало би се мешавином ћуфте и хамбургера. Пржена сорта назива се миелони (скраћеница од котлет миелони, дословно „млевени котлет”), а њена верзија масовне производње (као и она која се послужује у баровима итд). Предмет је многих шала и урбаних легенди о томе шта је користи се за његову производњу.
- У Португалу, ћуфте се називају almôndegas. Обично се служе са парадајз сосом и тестенином.
- У Румунији и Молдавији, ћуфте се називају chiftele or pârjoale и обично се дубоко прже и праве од свињетине или живине, навлаженог пире кромпира и зачина. Chiftele су равне и округле и садрже више меса. Варијанта мешања пиринча унутар ћуфте користи се за прављење киселе супе.
- У Русији, ћуфте се називају котлети у равној форми или тефтели у округлој форми. Могу се правити са пилетином, свињетином, говедином или рибом. У тефтели је помешан и пиринач, кромпир и остало поврће. Котлети се праве само од меса и зачина. Могу се послужити уз прилог пире кромпира или резанаца, или у сосу.
- У Словенији, ћуфте се називају полпети. Обично се праве од млевене говедине или мешавине свињетине и говедине, а служе се уз пире кромпир, са сосом на бази парадајза.
- У Шпанији и Хиспаноамерици, ћуфте се називају albóndigas, од арапске речи al-bunduq (што значи лешник или мали округли предмет). Сматра се да су настали као берберско или арапско јело увезено у Шпанију током периода муслиманске владавине. Могу се послужити као предјело или главно јело, често у сосу од парадајза. Мексичке ћуфте се обично служе у супи са лаганом чорбом и поврћем.
- У Шведској, ћуфте се називају köttbullar и долазе у неколико различитих врста, све су обично мале, а међународни утицај је велик, можда и највећи из Шведске и Шпаније. Обично се једу са кромпиром или тестенином. Неки уобичајени додаци су различито поврће, кечап, разни зачини итд. Праве се од млевене говедине или мешавине млевене говедине, свињетине, а понекад и телетине или дивљачи, понекад укључујући презле натопљене млеком, ситно сецкан (пржен) лук, мало чорбе и често укључујући крему. Зачињене су белим бибером или алевом паприком и сољу.[8][9] Шведске ћуфте се традиционално послужују са сосом, куваним кромпиром, џемом од бруснице, а понекад и са киселим краставцем.[8] Традиционално су мале пречника око 2–3 центиметра, мада се веће ћуфте често служе у ресторанима.[10] Године 2018. шведски Твитер налог је тврдио да се оно што знамо као шведске ћуфте заправо заснива на турском рецепту[11] и да је краљ Чарлс XII користио ову храну као начин да помогне јачању односа између две земље.[12] Међутим, професор науке о храни и оброцима са Универзитета у Стокхолму касније је изјавио да је то мало вероватно и да ћуфте вероватно потичу из Француске или Италије.[13][14]
- У Турској, ћуфте се називају кофте и веома су популарне; постоји много различитих верзија са различитим облицима − не нужно округлим. Ћуфте у Турској обично се праве од млевене јагњетине или мешавине млевене говедине и јагњетине. Варијанте су углавном назване по својим традиционалним градовима; као што су инеголске кофте, измирске кофте, акчабатске кофте и тире кофте. Неки од осталих популарних су шиш кофте, кадинбуду кофте и сулу кофте. Постоји и варијанта звана чиг кофте која може бити веганска. Такође ћуфте се могу правити и од сочива, на пример мерџимек ћуфте.
- У Украјини, ћуфте се називају котлета када су пржене и фрикаделка када су куване у супи.

### Северна и Јужна Америка
Већина рецепата за ћуфте пронађених у Америци изведени су из утицаја европске кухиње, посебно италијанске, иберијске (португалско-шпанске) и нордијске (шведске) кухиње.
- У Бразилу, ћуфте се називају almôndegas, настале под италијанским утицајима. Обично се служе са парадајз сосом и тестенином.
- У канадској провинцији Квебек, ћуфте су главна компонента традиционалног јела које се назива ragoût de boulettes (чорба од ћуфти). Ћуфте се праве од млевене свињетине, лука, зачина попут цимета, каранфилића и мушкатног орашчића и крчкају се у сосу који је згуснут препеченим брашном. Јело се обично служи уз кувани или пире кромпир и киселу репу. Толико је популарно да је фабрички обрађена верзија јела доступна у конзерви у већини супермаркета широм провинције.
- У Мексику, albóndigas се обично служе са лаганом чорбом и поврћем или са благим чипотле сосом.[15]
- У Сједињеним Државама, ћуфте обично потичу од утицаја европске кухиње. Обично се сервирају са шпагетама, на пици или у сендвичима. На југу Сједињених Држава, дивљач или говедина такође се често мешају са зачинима и пеку у велике ћуфте које се могу послужити као предјело. Друга варијација, која се назива porcupine meatballs су основне ћуфте, често са пиринчем. Постоји неколико врста пица са ћуфтама, као што су Текс Мекс и слатко-кисела јагњетина у грчком стилу.[16] Ћуфте на пици са ћуфтама могу се резати да би се смањила њихова величина,[16] исечене на пола или разбијене и раширене по њима.[17]

### Блиски исток и Јужна Азија
Кофта је врста ћуфте или кнедле која је широко распрострањена у кухињама Блиског истока, јужне Азије, Медитерана и Балкана (Централна и Источна Европа). Реч кофта изведена је из персијског куфта: На перзијском, کوفتن (куфтан) значи „тући” или „млети” или ћуфта. У најједноставнијем облику, кофте се састоје од куглица или прстију млевеног или млевеног меса − обично говедине или јагњетине − помешаног са зачинима и/или луком и другим састојцима. Вегетаријанска сорта је популарна у Индији. Могу се пећи на жару, пржити, кувати на пари, поширати, пећи или маринирати, а могу се послужити са богатим зачињеним сосом.
- У Авганистану, ћуфте се користе као традиционално јело са домаћим супама или се праве са сосом на бази парадајза који може садржати и неко семе шљиве за повећање пропадљивости, а служи се уз хлеб или пиринач који се назива Kofta-Chelou. Данас се ћуфте такође пеку на роштиљу на врху пице.
- Јерменске динстане ћуфте / чорбе од ћуфти и поврћа (куфте ризе) је класично јело које се често прелије пиринчем за конзумацију.
- У Ирану, конзумира се неколико врста ћуфти. Ако се кувају у чорби, зову се kufteh. Ако су пржене (обично мале ћуфте), називају се kal-e gonjeshki (дословно „врапчева глава”). Обе врсте се конзумирају са хлебом или пиринчем. Типично се додаје зачинско биље, а за kufteh се ћуфта обично пуни тврдо куваним јајима или сувим воћем. Постоји неколико (најмање 10) врста; најпознатији је „kufteh tabrizi”, традиционално из Табриза на северозападу Ирана.
- У Израелу, ћуфте се називају ktzitzot basar (хебр. קציצות בשר), или једноставније ktzitzot (хебр. קציצות). Њихови тачни састојци и припрема варирају у великој мери због утицаја јеврејске имиграције из различитих региона. Обично се праве од зачињене млевене говедине, мада су доступне и верзије са ћуретином и пилетином, а у свом уобичајеном облику имају облик благо спљоштених куглица, пржених у тигању и куваних у сосу од парадајза или чорби. Постоје и друге варијације, укључујући гонди, које су донели персијски Јевреји, албондигас сефардске кухиње и куфта која је уобичајена за неке Мизрахи Јевреје.
- У Пакистану и Индији, ћуфте се називају koftas. Пакистанске и индијске ћуфте обично се кувају у зачињеном карију, а понекад и са целим претходно куваним јајима. У Пакистану се кувају у сосу званом чорба. Јаја су понекад затворена у слој зачињеног кофта меса тако да коначни производ подсећа на индијско скоч јаје. Ова кофта јела су веома популарна међу индијском дијаспором и широко су доступна у многим индијским ресторанима.
- У Сирији, ћуфте се припремају на бројне начине. Роштиљају се на угљу са патлиџанима или без њих, или се кувају у чорби са сосом од кромпира, лука и парадајза са прилогом од пиринча који се назива Давуд Паша.
- У индијској савезној држави Западни Бенгал и Бангладешу, кофте се праве од козица, рибе, зелених банана и купуса, као и од млевеног козјег меса.

### Источна и Југоисточна Азија
- Кинеске ћуфте (wanzi) обично се праве од свињског меса и могу се кувати на пари, кувати или пржити у дубоком уљу, понекад уз додатак соја соса. Велике ћуфте, које се називају лавље главе, могу бити у пречнику од око 5−10 cm. У супама се користе мање сорте, назване свињске куглице. Кантонска варијанта, ћуфта на пари, направљена је од говедине и служи се као димно јело. Риба и морски плодови се такође могу користити за стварање различитих укуса и текстура, а вегетаријанске алтернативе месним ћуфтама служе се током фестивала. На северу Кине, ћуфте од млевеног меса и брашна, понекад са додатком корена лотоса или воденог кестена ради текстуре, прже се у дубоком уљу и сервирају у слатко-киселом сосу на бази сирћета или у лаганој чорби са сецканим коријандером.

- Индонежанске ћуфте се називају bakso и обично се послужују у чинији, служе се у чорби, са резанцима, пиринчаном вермичелом, пасуљем (тофуом), тврдо куваним јајетом, кнедлом од сиомаја / на пари и прженим вонтоном. Имају конзистентну хомогену текстуру. Баксо се може наћи у већим индонежанским градовима, међутим, најпопуларнији су баксо Соло и баксо Маланг (назван по граду порекла). У Малангу је такође популаран баксо бакар (печени баксо). Како је већина Индонежана муслимана, углавном се прави од говедине или понекад од пилетине.
- У Јапану, популарна варијанта ћуфти је tsukune, млевене пилеће ћуфте на ражњу. Јапански одрезак са хамбургерима, ханбагу, обично се прави од млевене говедине, панко-а натопљеног млеком (мрвице хлеба) и млевеног, сотираног лука. Обично се једу са сосом направљеним од кечапа и Worcestershire соса. Популарне су и ћуфте у кинеском стилу. Друга врста ћуфти под називом Tsumire прави се од млевене рибе. Ово се често додаје чорбама или набесима (варивима).
- На Филипинима, ћуфте се називају bola-bola или almondigas и обично се служе у мисуа супи од резанци са препеченим чварком од белог лука, тиквица и свињских чварака. Бола-бола потиче из хиспанског утицаја на филипинску кухињу и на крају потиче из маварског утицаја. Бола-бола се такође динста или пржи на тави док не порумени. Такође се користи као пуњење за сиопао, локалну варијанту баозија.
- У Тајланду, постоје разне врсте ћуфти. Материјали могу бити свињетина, говедина, пилетина и риба. Готове ћуфте могу се уградити у многа јела. Могу се пећи на роштиљу, дубоко пржити, јести са умаком од потапања или се могу користити као компонента супа са резанцима.
- У Вијетнаму, ћуфте (thịt viên или mọc, bò viên, cá viên) може се користити као састојак у јелима phở и hủ tiếu. Уобичајено је и кување ћуфти у сосу од парадајза, а пре служења додају се ситно исецкани млади лук и паприка. У 'bún chả (специјална вијетнамска супа од пиринча) ћуфте се пеку на жару и сервирају са буном (пиринчаним резанцима) и сосом за потапање (на бази рибљег соса зачињеног пиринчаним сирћетом, шећером, белим луком и чилијем). Xíu Mại је свињска ћуфта у сосу од парадајза која се често служи уз багет.

- Seseri (лево) и Tsukune (つくね) (десно)
- Bola-bola са нудлама misua са Филипина
- Чинија Bún mọc-а у Вијетнаму, bún је пиринчани резанац, док је mọc свињетина
- Пржене bola-bola ћуфте са Филипина